# Juh (Košice)
Juh (em húngaro: Kassa-Dél) é um bairro de Košice, a segunda maior cidade da Eslováquia. Está situado no distrito de Košice IV, na região de Košice. Tem 9,77 km² de área e sua população em 2018 foi estimada em 22.863 habitantes.